# 杨启秋
杨启秋（1944年—2018年2月21日），柬埔寨华人，籍貫广东潮安，柬埔寨柬华理事总会永远名誉会长兼柬埔寨潮州会馆会长。2018年2月21日凌晨在金边家中因病辞世，享寿74岁。

## 家庭
妻子：蔡巧娥
大儿子：杨宗勋 柬埔寨王家军三军总司令顾问，柬埔寨洪森亲王警卫队副司令，
二儿子：杨宗德柬华理事总会副会长兼柬华理事总会青年团团长、潮州会馆青年团团长
三儿子：杨宗顺棉美薪日式印刷有限公司经理
四儿子：杨宗霖

## 相关人物
- 曹云德

## 外部連結
- 驻柬埔寨大使布建国向柬埔寨重要侨领杨启秋勋爵拜年 （页面存档备份，存于）
- 杨启秋：柬埔寨华文教育领头人 （页面存档备份，存于）